# 4154 Rumsey
4154 Rumsey је астероид главног астероидног појаса чија средња удаљеност од Сунца износи 2,540 астрономских јединица (АЈ).
Апсолутна магнитуда астероида је 13,5.